# Sao loại A

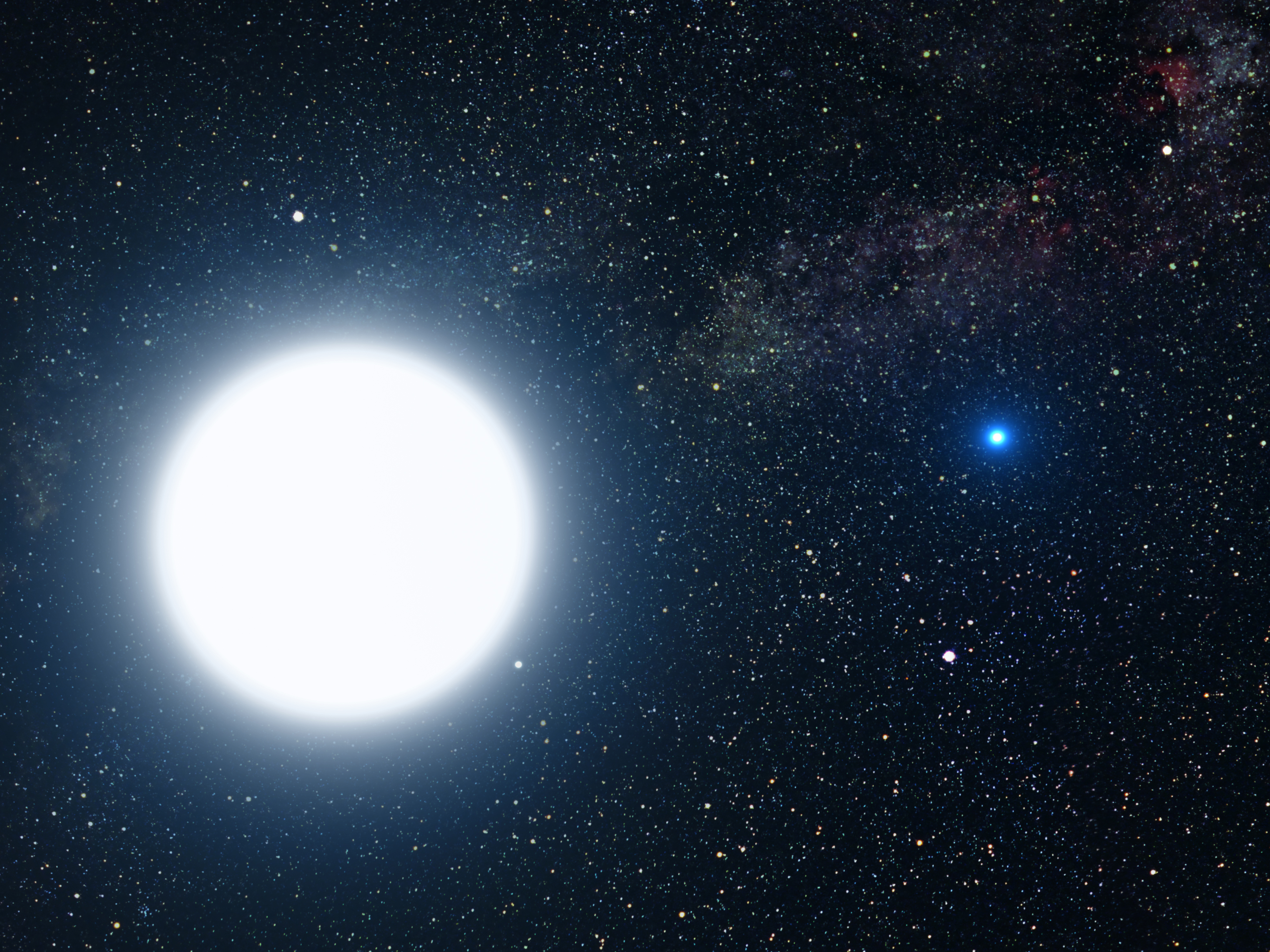
Ấn tượng của một nghệ sĩ về Sao Thiên Lang A và Sao Thiên Lang B, một hệ thống sao nhị phân. Sao Thiên Lang A, một ngôi sao loại A, lớn hơn cả hai.

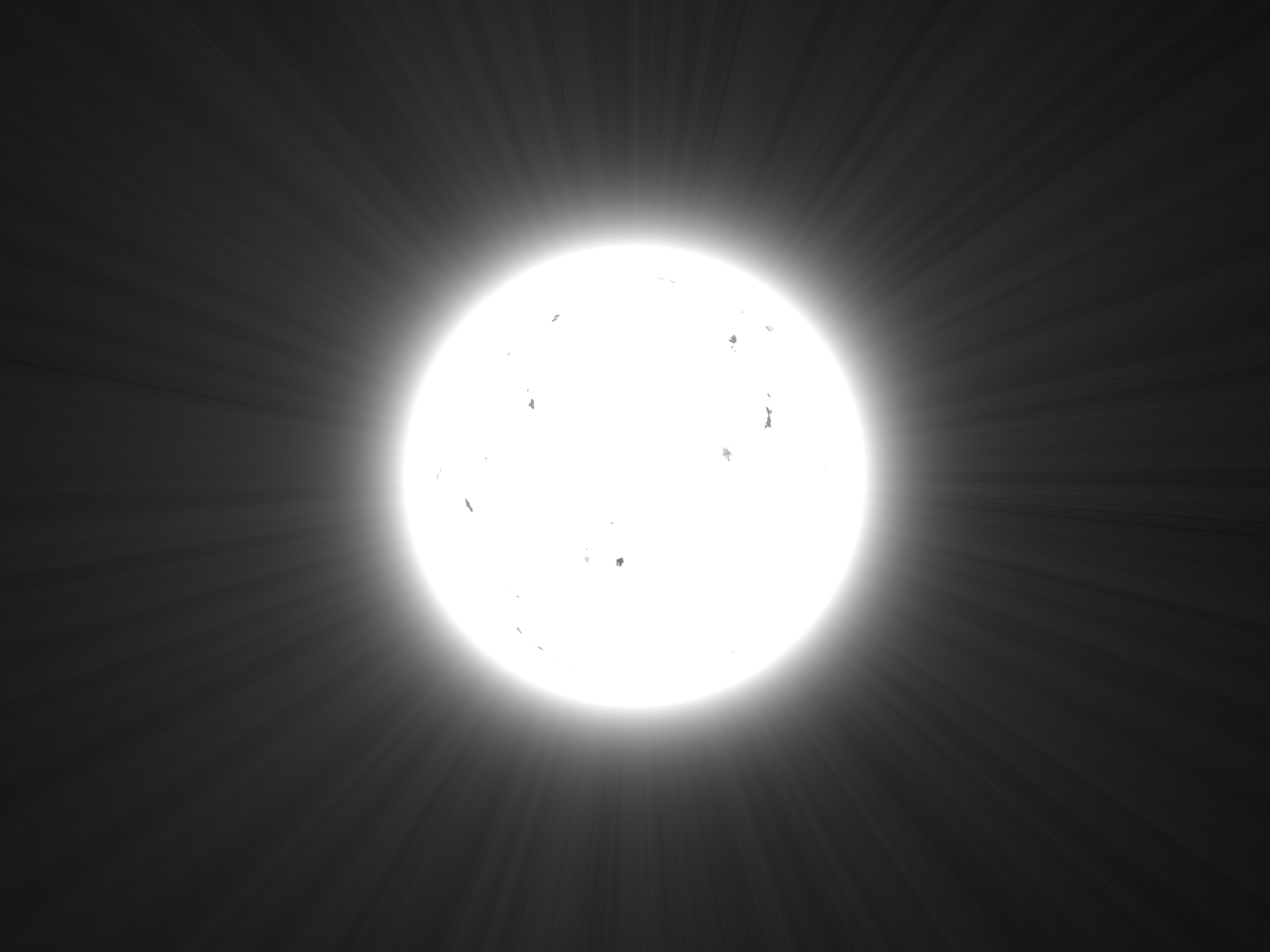
1 ngôi sao loại A

Sao dãy chính loại A (AV) hoặc sao lùn loại A là một sao dãy chính (hydro -burning) của quang phổ loại A và lớp sáng V. Những ngôi sao có quang phổ được định nghĩa bởi mạnh mẽ vạch hấp thụ hydro Balmer. Chúng có khối lượng từ 1,4 đến 2,1 lần khối lượng Mặt trời và nhiệt độ bề mặt trong khoảng từ 7600 đến 10.000   K.  ví dụ sáng và gần đó là Sao Ngưu Lang (A7 V), Sao Thiên Lang A (A1 V) và Sao Chức Nữ (A0 V). Các sao loại A không có vùng đối lưu và do đó, dự kiến sẽ không chứa máy phát điện từ. Kết quả là, vì chúng không có gió sao mạnh nên chúng thiếu phương tiện để tạo ra phát xạ tia X. 

## Sao chuẩn
Đặc điểm tiêu biểu 
| Sao</br> Lớp sao | Khối lượng </br> (M ☉) | Bán kính </br> (R ☉) | M v | T eff </br> (K) |
| ---------------- | ---------------------- | -------------------- | --- | --------------- |
| A0V              | 2,40                   | 1,87                 | 0,7 | 9727            |
| A2V              | 2,19                   | 1,78                 | 1.3 | 8820            |
| A5V              | 1,86                   | 1,69                 | 2.  | 7880            |
| A6V              | 1.8                    | 1,66                 | 2.1 | 7672            |
| A7V              | 1,74                   | 1,63                 | 2.3 | 7483            |
| A8V              | 1,66                   | 1.6                  | 2.4 | 7305            |
| A9V              | 1,62                   | 1,55                 | 2,5 | 7112            |

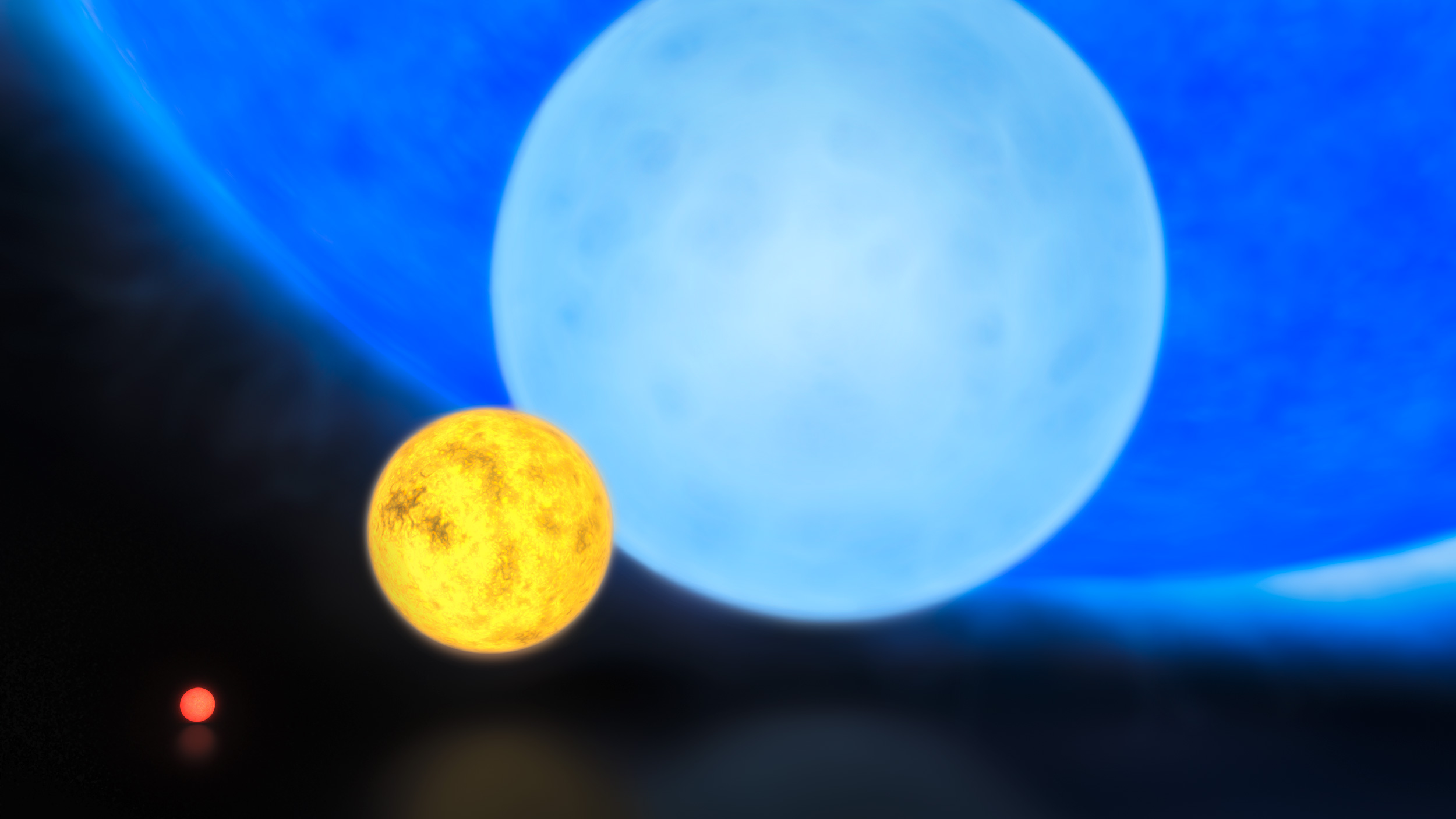
So sánh kích thước giữa Sao loại M, Sao loại G, Sao loại A, Sao loại O

Hệ thống Yerkes Atlas đã được sửa đổi  liệt kê một mạng lưới dày đặc các ngôi sao tiêu chuẩn lùn loại A, nhưng không phải tất cả những ngôi sao này đều tồn tại cho đến ngày nay như là tiêu chuẩn. "Điểm neo" và "tiêu chuẩn dao găm" của hệ thống phân loại phổ MK trong số các sao lùn có trình tự chính loại A, tức là những ngôi sao tiêu chuẩn không thay đổi qua nhiều năm và có thể được coi là định nghĩa hệ thống, là Vega (A0 V), Gamma Ursae Majoris (A0 V) và Fomalhaut (A3 V). Đánh giá tinh tế về phân loại MK của Morgan & Keenan (1973)  không cung cấp bất kỳ tiêu chuẩn dao găm nào giữa các loại A3 V và F2 V. HD 23886 được đề xuất làm tiêu chuẩn A5 V vào năm 1978. Richard Gray & Robert Garrison đã cung cấp những đóng góp gần đây nhất cho chuỗi quang phổ lùn trong một cặp bài báo năm 1987  và 1989. Họ liệt kê một loại tiêu chuẩn phổ lùn loại A nhanh và quay chậm, bao gồm HD 45320 (A1 V), HD 88955 (A2 V), 2 Hydri (A7 V), 21 Leonis Minoris (A7 V) và 44 Ceti (A9 V). Bên cạnh các tiêu chuẩn MK được cung cấp trong các giấy tờ của Morgan và các giấy tờ Grey & Garrison, thỉnh thoảng người ta cũng thấy Delta Leonis (A4 V) được liệt kê là một tiêu chuẩn. Không có ngôi sao tiêu chuẩn A6 V và A8 V được công bố.

## Các hành tinh
Những ngôi sao loại A còn trẻ (thường là vài trăm triệu năm tuổi) và nhiều bức xạ hồng ngoại (IR) vượt quá những gì được mong đợi chỉ từ ngôi sao. Sự dư thừa IR này là do phát thải bụi từ đĩa vụn nơi các hành tinh hình thành. Các khảo sát chỉ ra các hành tinh lớn thường hình thành xung quanh các ngôi sao loại A mặc dù các hành tinh này rất khó phát hiện bằng phương pháp quang phổ Doppler. Điều này là do các sao loại A thường quay rất nhanh, điều này gây khó khăn cho việc đo các dịch chuyển Doppler nhỏ gây ra bởi các hành tinh quay quanh vì các vạch quang phổ rất rộng. Tuy nhiên, loại sao khổng lồ này cuối cùng tiến hóa thành một sao khổng lồ màu đỏ lạnh hơn, quay chậm hơn và do đó có thể được đo bằng phương pháp vận tốc hướng tâm. Tính đến đầu năm 2011, khoảng 30 hành tinh thuộc sao Mộc đã được tìm thấy xung quanh các ngôi sao khổng lồ K tiến hóa bao gồm Pollux, Gamma Cephei và Iota Draconis. Các khảo sát Doppler xung quanh nhiều loại sao cho thấy khoảng 1 trong 6 sao có khối lượng gấp đôi Mặt trời được quay quanh bởi một hoặc nhiều hành tinh có kích thước sao Mộc, so với khoảng 1 trên 16 đối với các ngôi sao giống như Mặt trời.
Các hệ sao loại A được biết đến có các hành tinh bao gồm Fomalhaut, HD 15082, Beta Pictoris và HD 95086 b.

## Danh sách các ngôi sao
| Tên              | Quang phổ </br> kiểu | Chòm sao    | vis Mag | Khối lượng </br> (M ☉) | Bán kính </br> (R ☉) | Độ sáng </br> (L ☉) |
| ---------------- | -------------------- | ----------- | ------- | ---------------------- | -------------------- | ------------------- |
| Sao Ngưu Lang    | A7 V                 | Aquila      | 0,76    | 1,79                   | 1,63-2,03            | 10.6                |
| Sao Chức Nữ      | A0 Va                | Lyra        | 0,026   | 2.135                  | 2,362 × 2,818        | 40,12               |
| Sao Thiên Lang A | A0mA1 Va             | Canis Major | -1,47   | 2.063                  | 1.711                | 25,4                |